# Некрасова, Ульяна Андреевна
Ульяна Андреевна Некрасова — советский хозяйственный деятель, Герой Социалистического Труда.

## Биография
Родилась в 1926 году в селе Слобода-Бешкиль. Член КПСС.
В 1941—1961 годах — доярка колхоза «Животновод» / имени Шверника / «40 лет Октября», в 1961—1965 годах — заведующая овцеводческой фермой, в 1965—1984 годах — бригадир свиноводческой фермы колхоза «40 лет Октября» Исетского района Тюменской области.
Указом Президиума Верховного Совета СССР от 8 апреля 1971 года присвоено звание Героя Социалистического Труда с вручением ордена Ленина и золотой медали «Серп и Молот».
Делегат XXIV съезда КПСС.
Умерла в 2009 году в селе Свобода-Бешкиль.

## Награды и звания
- Герой Социалистического Труда (08.04.1971)
- Орден Ленина (08.04.1971)